# Kazumasa Ogawa

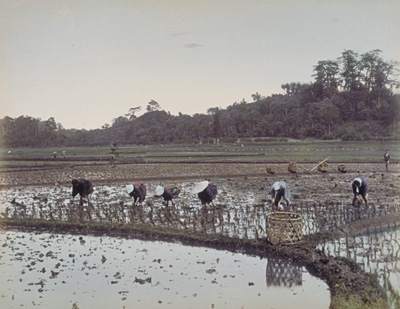
Kazumasa Ogawa: Pěstování rýže, Japonsko, 19. století, ručně kolorovaný albuminový tisk

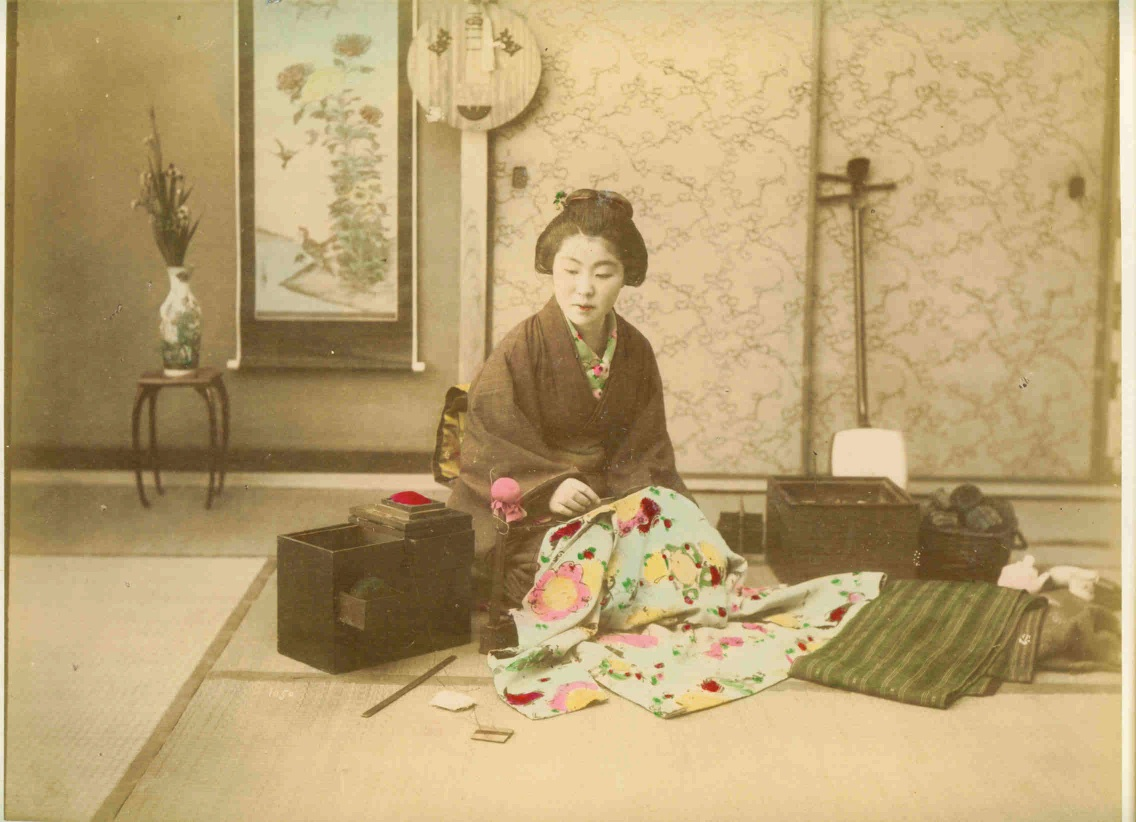
Kazumasa Ogawa: Švadlena, ručně kolorovaná albuminová fotografie, 21,3 x 28,5 cm, asi 1880

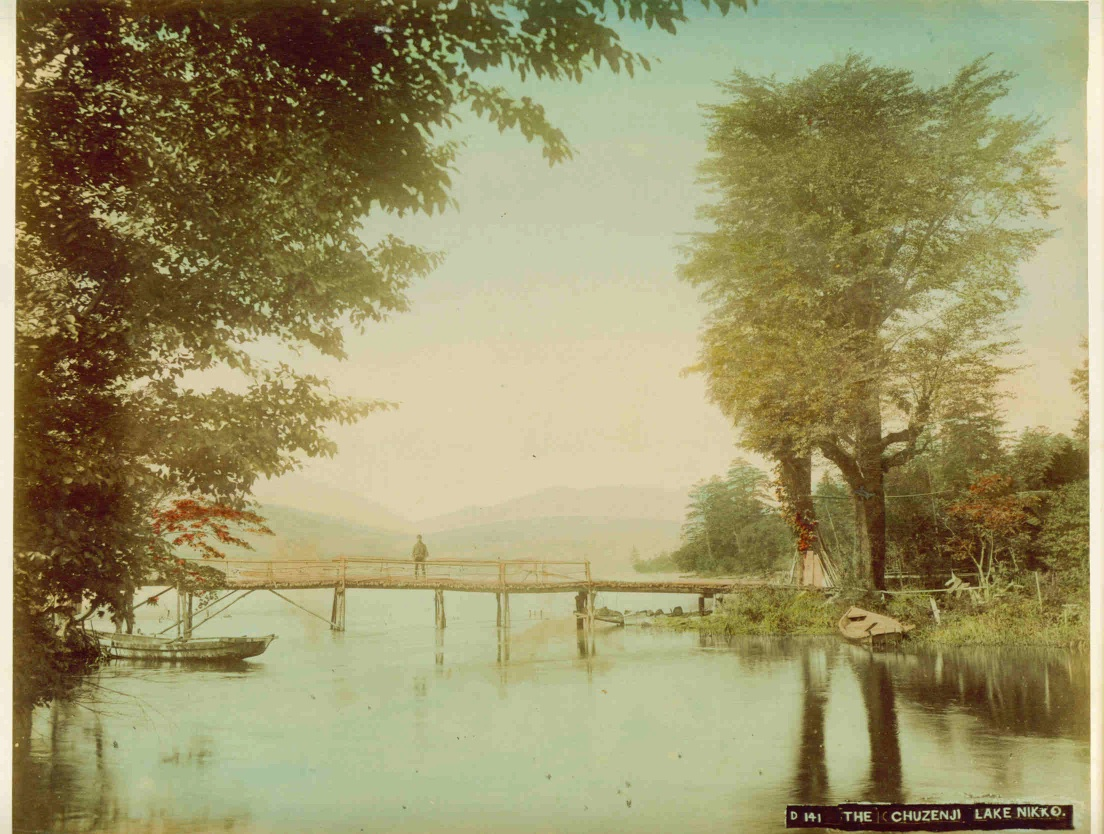
Kazumasa Ogawa: Most u ústí řeky Odžiri do jezera Čuzendži, ručně kolorovaná albuminová fotografie, 22 x 27,5 cm, asi 1880

Kazumasa Ogawa (小川　一眞), Ogawa Kazumasa; 29. září 1860 – 6. září 1929, známý jako Ogawa Kazuma nebo Ogawa Isšin byl japonský fotograf. Byl významným publicistou, tiskařem, producentem suvenýrových, krajinářských a portrétních fotografií v Japonsku na konci 19. století. Stal se významným v oboru fotomechanického tisku. Jeho žákem a později asistentem byl T. Enami.

## Život a dílo
Ogawa se narodil v Saitamě do samurajského klanu Macudaira. V patnácti letech začal studovat angličtinu a fotografii v rámci školy Hidea Jošiwary, v roce 1880 se přestěhoval do Tokia, aby dále zdokonaloval své znalosti anglického jazyka. O rok později byl najat jako tlumočník v oddělení jokohamské policie a ve stejném městě se učil fotografii od Rendžóa Šimooky.
Přibližně 80. léta v japonské fotografii byla mezníkem, kdy začalo tvořit více fotografů v Japonsku, například Adolfo Farsari, Raimund von Stillfried, Kimbei Kusakabe, Šiniči Suzuki nebo Kózaburó Tamamura. V roce 1882 se Ogawa přestěhoval do Bostonu, kde absolvoval kurzy portrétní fotografie a suchého želatinového procesu. Také studoval metodu tisku světlotiskem u společnosti Albert Type Company.
Po svém návratu do Japonska v roce 1884 si Ogawa otevřel fotografický ateliér v tokijském Iidabaši (Kódžimači), první v Tokiu. O čtyři roky později založil Cukidži Kampan Seizó Kaiša, která vyráběla suché desky pro fotografy. V roce 1889 založil první japonský podnik, který tiskl metodou světlotisku, s názvem Ogawa Šašin Seihan džo, označovaný jako K. Ogawa printing factory. V tom samém roce Ogawa pracoval jako editor pro Šašin Šinpó (Fotografický časopis) jediný dostupný fotografický časopis v té době, podobně jako magazín Kokka (Národní květy). Oba časopisy tiskl pomocí tiskového procesu světlotisku.
Ogawa byl zakládajícím členem Japonské fotografické společnosti (Japan Photographic Society), která sbírala fotografie amatérů z celého Japonska. V roce 1891 pořídil 100 snímků nejatraktivnějších tokijských gejš u příležitosti oslav otevření mrakodrapu Rjóunkaku. Budova se stala tokijským zábavním centrem, navrhl ji britský inženýr a fotograf William Kinnimond Burton, který s Ogawou přátelil. Byla však poškozena zemětřesením v roce 1894 a po dalším zemětřesení v roce 1923 musela být zbourána. Ogawa v červenci roku 1891 uspořádal výstavu 100 albuminových portrétů gejš u příležitosti otevření Rjóunkaku a návštěvníci na výstavě hlasovali o nejoblíbenější gejšu. Ogawa portréty vytiskl v několika knihách. Ogawa s Burtonem spolupracoval na psaní a společném fotografování knihy, která zaznamenala katastrofické zemětřesení z roku 1891. Kniha ilustrovala nepříjemnou situaci Japonců a dopad zemětřesení na jejich prostředí, a to na dramatických snímcích, které tiskl Ogawa.

## Galerie

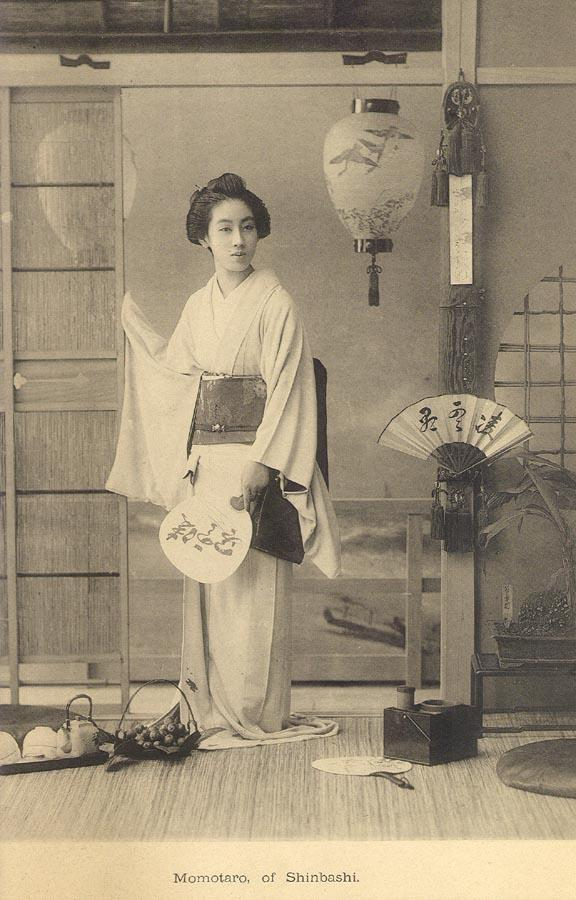
Geysha of Tokyo, 1891
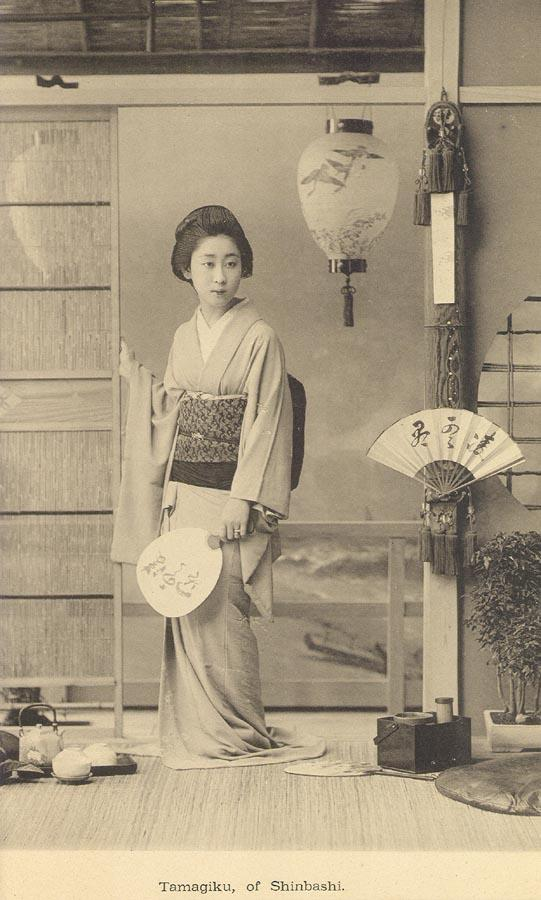
Geysha of Tokyo, 1891
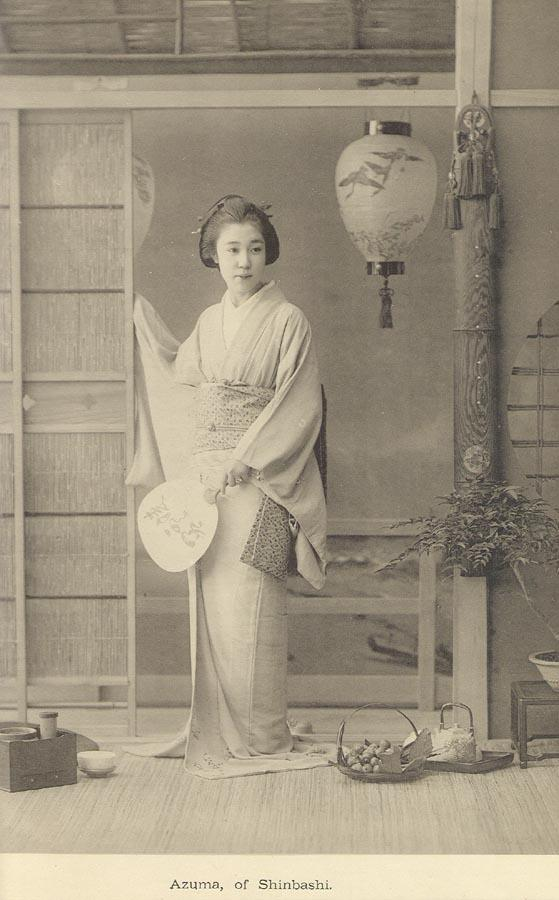
Geysha of Tokyo, 1891
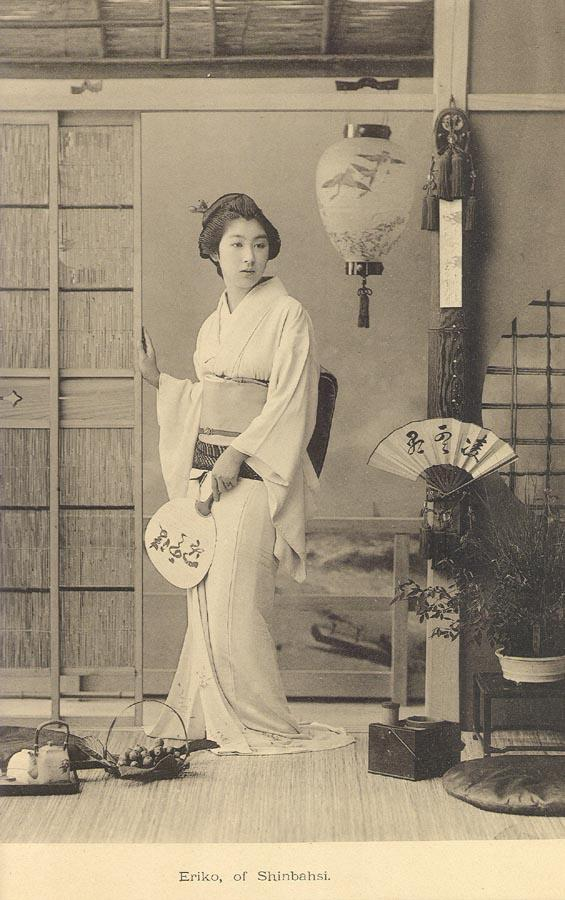
Geysha of Tokyo, 1891
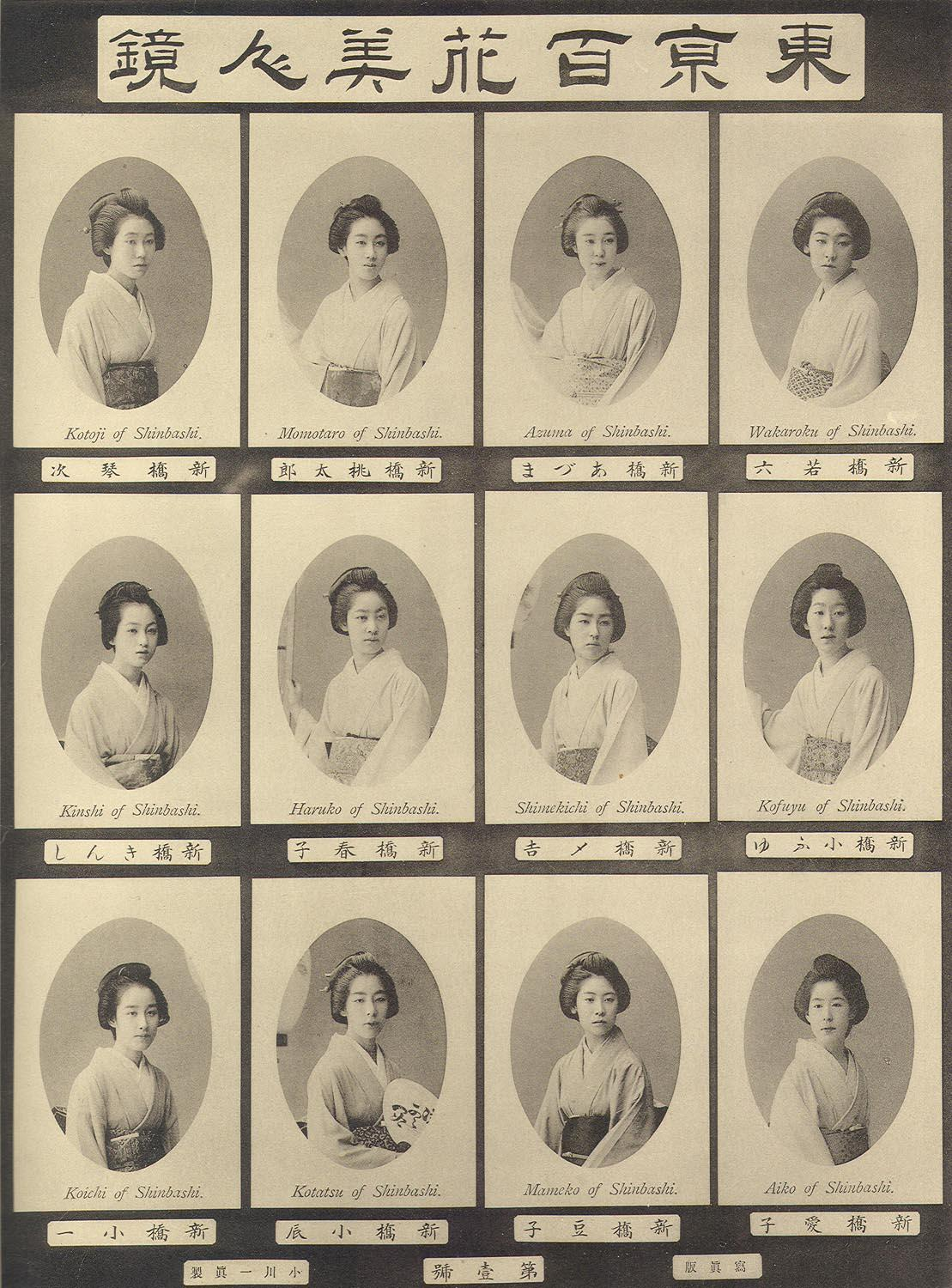
Geysha of Tokyo, 1891
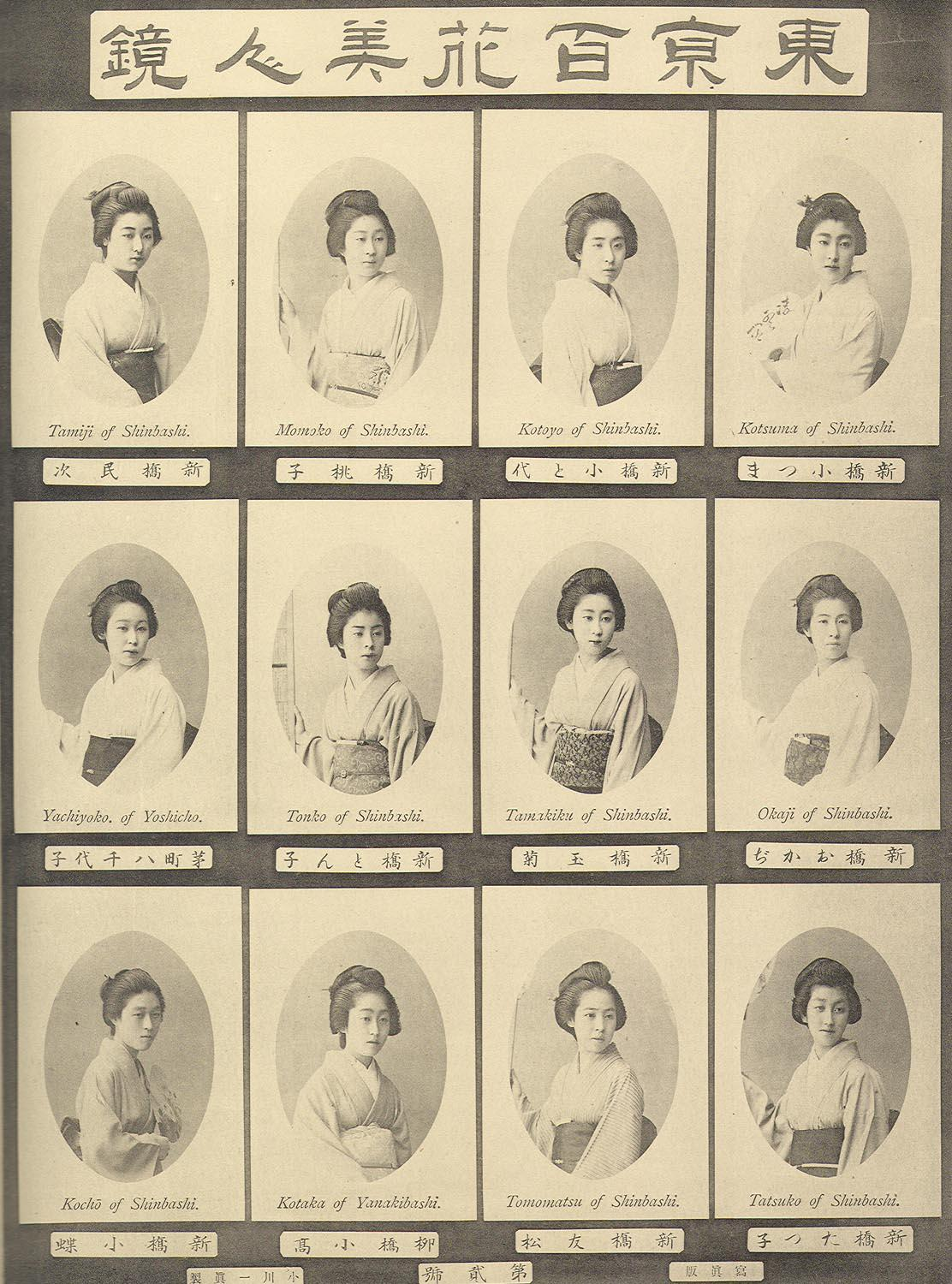
Geysha of Tokyo, 1891
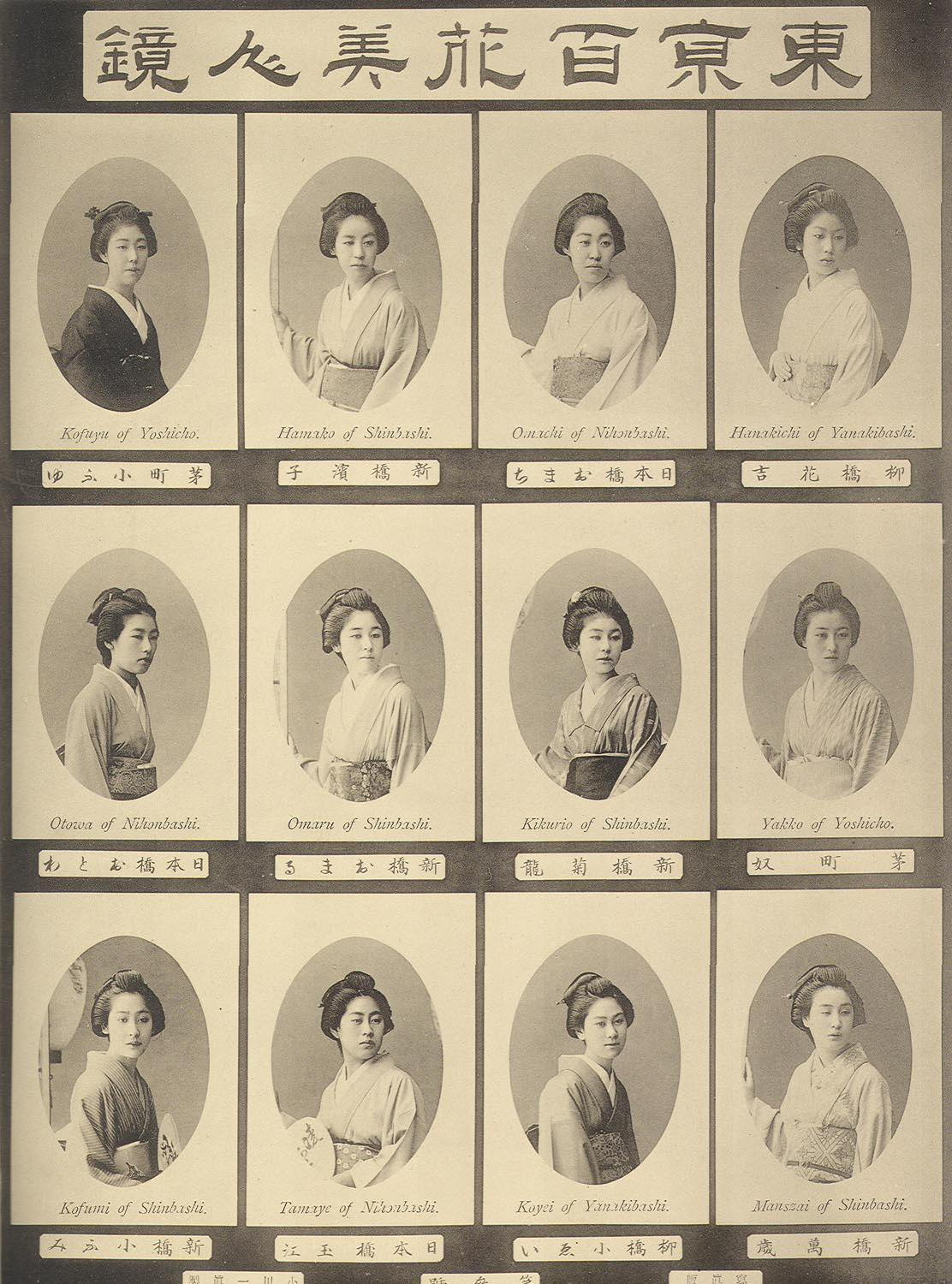
Geysha of Tokyo, 1891
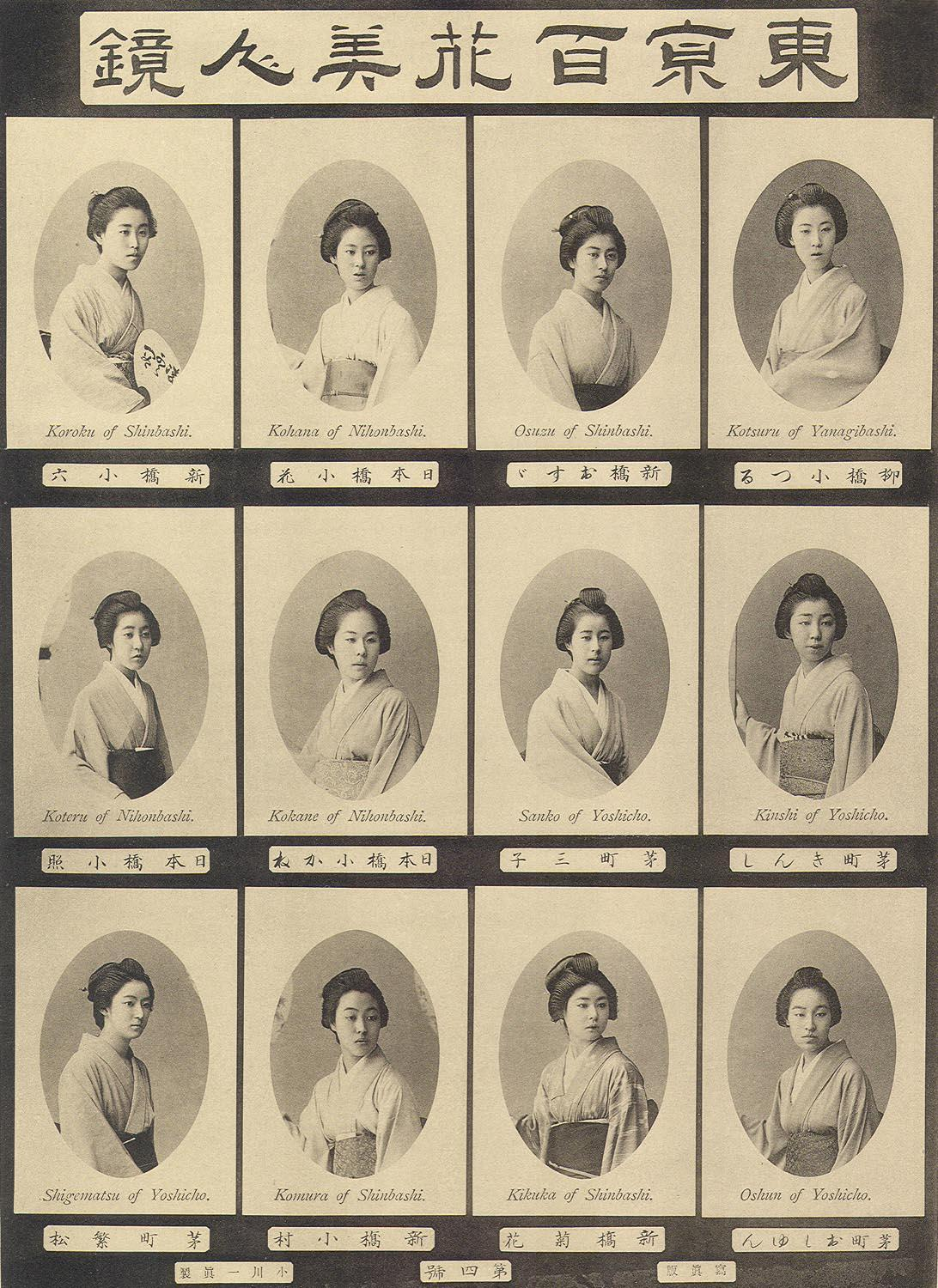
Geysha of Tokyo, 1891